# الاتفاقية الأنجلو-كويتية 1899
الاتفاقية الإنجليزية الكويتية 1899 أو الاتفاقية الأنجلو-كويتية 1899 (بالإنجليزية: Anglo-Kuwaiti Agreement of 1899) هي معاهدة عقدت بين الإمبراطورية البريطانية وحاكم الكويت الشيخ مبارك الصباح في 23 يناير 1899 بطلب منه بهدف مقاومة المد العثماني. وتجنباً لهجوم ابن رشيد وحذراً من عدوّه يوسف الإبراهيم، وكان مبارك ينفي اتفاقه مع الإنكليز حتى تحالفت إمارة المنتفق وإمارة حائل وضغط العثمانيين عليه وكانت إمارة حائل تطمح للوصول إلى منفذ بحري فاضطر مبارك إلى الإعلان عن معاهدته، وقد اتفق على أن تكون الاتفاقية سرية حتى لا تثير مشاكل دبلوماسية مع العثمانيين إلا أنها أعلن عنها بعد سنوات قليلة من توقيعها، قالت سعاد الصباح «استمر الاتفاق غير معلن بصفة رسمية حتى عام 1903. عندما أعلن اللورد لنسدون في مجلس العموم البريطاني أن شيخ الكويت يرتبط مع بريطانيا باتفاق حماية. وكان هذا التصريح هو أول إعلان رسمي بشأن الحماية الإنكليزية للكويت. واستمر هذا الاتفاق أساساً للعلاقات البريطانية - الكويتية حتى حصول الكويت على استقلالها عام 1961)». تضمنت بنود الاتفاقية على أن الشيخ مبارك بن صباح، بدافع من مطلق إرادته ورغبته، يتعهد ويلزم بهذا نفسه وورثته وخلفائه بعدم قبول وكيل أو ممثل أي دولة أو حكومة في الكويت، أو في أي منطقة أخرى، ضمن حدود إقليمه، من دون موافقة الحكومة البريطانية مسبقًا، كما يلزم نفسه أيضًا وورثته وخلفائه، بعدم التنازل عن أو بيع أو إيجار أو رهن أي جزء من إقليمه، أو إعطائه لغرض إشغاله، أو لأي غرض آخر إلى حكومة أو رعايا أي دولة، من دون أخذ الموافقة المسبقة للحكومة البريطانية.

## البداية
بعد فشل يوسف الإبراهيم في حملته البحرية توجه أبناء الشيخين محمد وجراح بتحريض منه إلى القنصل البريطاني في البصرة، وعرضوا عليه مقترح للحكومة البريطانية بوضع الكويت تحت حمايتها إن تمكنت من إعادتهم إلى الحكم وطرد مبارك، وهذا يعني تسليم السلطة ليوسف الإبراهيم. وقد وعدهم القنصل خيرًا، فأرسل برقية إلى السفير البريطاني في الأستانة والذي بدوره رفع الأمر إلى حكومة سالزبيري في لندن، وفي النهاية رُفِض المقترح بسبب تخوف الخارجية البريطانية من دخولها في مواجهة حادة مع العثمانيين. ثم ذهب مبارك بنفسه لمقابلة المقيم السياسي البريطاني في بوشهر «الكولونيل مالكوم جودميد»، وأعلن عن رغبته في وضع الكويت تحت الحماية البريطانية إذا حاول العثمانيون إنهاء حكمه. وقد وعده المقيم السياسي البريطاني خيرًا، فأرسل إلى نائب الملك في الهند وبين له ضرورة مساعدة الكويت للحفاظ على التوازن السياسي في الخليج. ثم أكد الشيخ مبارك خلال لقائه مع «هكسين» مساعد المقيم السياسي في الخليج يوم 9 سبتمبر 1897م بان لديه قوة عسكرية من 25 ألف مقاتل، وانه قادر على منازلة جميع أعدائه وهزيمتهم، ولكنه يحتاج إلى اتفاقية مع بريطانيا لحماية إمارته من ابتلاع تركيا لها، ولم تتضمن اقتراحات حاكم الكويت أية إشارة إلى تقديمه أية التزامات تجاه إنجلترا. وقد أرسل المقيم السياسي تلك المقترحات في تقرير إلى الهند مع توصية بقبولها. فكل ماكان يريده مبارك من الاتفاق هو الحفاظ على مركزه في الكويت، فهو لا يريد معاداة الأتراك ولا استفزازهم.
وفي نوفمبر 1897م أرسل المقيم البريطاني في الخليج مبعوثه «ماوبراي» إلى الكويت، فطلب منه الشيخ مبارك مرة أخرى سرعة تنفيذ الحماية البريطانية. ولم تكن بريطانيا مستعجلة في تلبية طلبه، إذ كان عليها أن تعتبر حاكم الكويت مستقلاً عن الدولة العثمانية حتى يمكنها إبرام معاهدة معه، وهذا يعني أن تتراجع عن اعترافها الصادر سنة 1878 بالسيادة العثمانية على الإمارات العربية المطلة على الساحل الشمالي للخليج.

### التدخلات الأوروبية واستعجال الإنجليز للتوقيع
في البداية كانت بريطانيا تخشى الأطماع الروسية في المنطقة أكثر من الأطماع الألمانية، ففي نهاية 1897م وبداية 1898م خرج حديث عن تحركات تركية حول البصرة، وعن بعثة روسية مزعومة إلى بغداد، وكذلك نية الجانب الروسي الحصول على محطة للتزود بالفحم في الخليج، وهناك شبه احتمال أن تكون الكويت هي تلك المحطة، ومما زاد من مخاوف بريطانيا هو اكتشاف سفارتها في الأستانة في اغسطس 1898م/ربيع الأول 1316هـ عن اتفاق لمشروع كابنست الذي يحول -لو نفذ- ولاية الشام والعراق وشرقي الجزيرة العربية إلى منطقة نفوذ روسية، وبعدها أتى الاتفاق الألماني العثماني على انشاء خط سكة حديد برلين-بغداد وينتهي بالكويت، فسعت بريطانيا لإحباط هذا المشروع الذي يهدد مصالحها في المنطقة.  مما عجل القرار البريطاني بترتيب اتفاقية مع الشيخ مبارك. فصدرت التعليمات النهائية إلى حكومة الهند بأن تتبنى اتفاقية مسقط الموقعة في 20 مارس 1891 لتكون مثال للاتفاق مع شيخ الكويت، فطلب من المقيم السياسي في بوشهر «الكولونيل ميد» أن يزور الكويت لتوقيع اتفاقية معه.

### رحلة الكولونيل ميد إلى الكويت
وصل ميد الكويت يوم 21 يناير، فأرسل إلى الشيخ مبارك مساعده يعلمه بوجوده، فعبر الشيخ مبارك عن سروره لوجوده ولكنه اعتذر عن عدم توجهه للقائه رغبة في تحاشي الطراد العثماني «زحاف» الموجود في الميناء، ولكنه أرسل إليه في اليوم التالي أخاه «حمود الصباح»، فأبلغه ميد بموافقة الحكومة البريطانية على طلب الحماية على الكويت، وهي مستعدة لعمل اتفاق معه وفق شروط معينة أوضحها المقيم لحمود، وقد أبلغه حمود بأن أخاه مبارك يسعده الموافقة على الشروط، غير أنه أشار إلى احتمال ضياع ممتلكات الأسرة في العراق، وأنه يأمل في أن تعد الحكومة البريطانية بتقديم مساعدة في حال أن يصادرها الأتراك، فأجابه ميد بأنه غير مخول بإعطاء ضمان لأي ممتلكات ذات صفة معينة، ولكنه وعده بان يشير إلى طلبه لتلقي أوامر رؤسائه بشأنها، وعاد حمود إلى الكويت بعد أن أصر ميد على مقابلة الشيخ مبارك. وفي يوم 23 يناير قابل ميد الشيخ مبارك الذي قال أنه لن يدخل اتفاقية الحماية إلا بعد أن يحصل مني على ضمان خطي يفيد بانه سيتلقى مساعدة من الإنجليز. كما أنه سيكون سعيدًا بأن يستلم مبلغ 14 ألف روبية (1000 جنيه إسترليني) مقابل تعهد منه بعدم التنازل أو البيع او الرهن لأي جزء من إقليمه.
وقد ألح الشيخ للحصول على ضمان لصيانة ممتلكات أسرته في العراق، فرد عليه ميد بأنه سيضطر إلى مغادرة الكويت لوجود مطالبات جديدة، وينتظر تعليمات جديدة في حالة عدم التوقيع على الاتفاق في حالته الراهنة، عندها وافق الشيخ مبارك على توقيع الاتفاق، ثم تبعه الكولونيل ميد بالتوقيع، وشهد على ذلك الكابتن هور طبيب المفوضية والمستر جاسكن. وقد رفض أخوة الشيخ مبارك «حمود» و«جابر» التوقيع على الاتفاق، واستندوا في ذلك أن القانون العثماني يرفض تملك الأجانب للأراضي، وبناءًا عليه فهم يخشون إذا ما خضعوا للحماية البريطانية أن يحرموا من ممتلكاتهم التي هي المصدر الرئيسي لدخلهم.

## نص الاتفاق
كان نص الاتفاق الذي جرى التوقيع عليه كالتالي:«إن الشيخ مبارك يتعهد بكامل حريته ورغبته ويلزم نفسه وورثته وخلفاءه بعدم استقبال وكيل أو ممثل أي دولة او حكومة في الكويت أو في أي مكان آخر داخل حدود أراضيه بدون الحصول على موافقة مسبقة من الحكومة البريطانية، كما يلزم نفسه وورثته وخلفاءه بالشروط الواردة في برقية السادس من فبراير التي تنص على عدم التنازل أو بيع أو تأجير او رهن أو السماح بالتملك أو لأي غرض آخر أي جزء من أراضيه إلى حكومة أو رعايا أي دولة اخرى دون الحصول على موافقة مسبقة من الحكومة البريطانية.» ولم تنص الاتفاقية على تعهدات بريطانيا بتقديم دعم مادي أو التعهد بحماية الكويت، لذلك طلب مبارك من الكولونيل ميد إعطائه إعلانا مكتوبا عن نوايا الحكومة البريطاية تجاهه، كما طالب بالحصول على وعد محدد بالحماية وتقديم المساعدة خصوصًا فيما يختص بممتلكات أسرته في العراق، كما أعلن أن هذا الضمان يجب أن يشكل جزءًا من الوثيقة، ولكن ما نتج عنه هو إعطائه كتاب إعلان نوايا كالتالي:«أؤكد لك الآن باعتبارك شيخًا للكويت عن حسن نوايا الحكومة البريطانية تجاهك وتجاه ورثتك وخلفائك مادمت أنت وورثتك وخلفاؤك تراعون بدقة وصدق مواد الاتفاق المذكور». وقد كانت حكومة لندن ترى أنه يمكن الاكتفاء بمساعدة الشيخ مبارك على مقاومة أية هجمات على ممتلكاته، ولكنها لم تكن مستعدة في الوقت نفسه مواجهة مشاكل تنشأ من إعلان الحماية، فبينما كان اللورد كيرزون يخشى في أن يكون سهلا على الدولة العثمانية ان تقوم بعزل شيخ الكويت باعتباره تابعًا لها، ولتلافي هذا الخطر كان هو تحويل الاتفاقية إلى حماية رسمية، وهذا هو السبيل الوحيد الذي وجدته الحكومة البريطانية مضطرة إلى تنفيذه.

## الملاحظات
1. ↑  مشروع كابنست هو امتياز منحته الحكومة العثمانية للكونت كابنست في 30 ديسمبر 1898 لإنشاء خط للسكة الحديدية، يربط طرابلس الشام مع الكويت عبر حمص وبغداد[11]